# Slag bij de Meander
De Slag bij de Meander was een veldslag in december 1147 tijdens de Tweede Kruistocht, waarbij de Franse kruisvaarders onder koning Lodewijk VII van Frankrijk zich bij oversteek van de rivier Meander met succes weerden tegen een hinderlaag van de Seltsjoeken van het sultanaat van Rûm.
Het Franse leger trok langs de vallei van de Meander op naar de haven van Antalya. Toen de Fransen de rivier wilden oversteken, vielen de Seltsjoeken aan uit een hinderlaag.
Lodewijk had zijn sterkste ridders opgesteld aan de rand. Milo van Nogent sneuvelde. Odo van Deuil was erbij en schreef dat een witte ridder de verdediging leidde. De Seltsjoeken leden zware verliezen en vluchtten op hun paarden terug de bergen in. Willem van Tyrus schreef dat de kruisvaarders vele gevangenen namen.
Enkele dagen nadien zou de Slag bij Mont Cadmus volgen.